# Gornji Hrastovac
Gornji Hrastovac – wieś w Chorwacji, w żupanii sisacko-moslawińskiej, w gminie Majur. W 2011 roku liczyła 209 mieszkańców.